# Dresden-Strehlen (železniční zastávka)
Dresden-Strehlen je železniční zastávka S-Bahn Dresden v Drážďanech nedaleko zoologické zahrady a městského parku Großer Garten (velká zahrada).
Tato zastávka byla otevřena 3. července 1903. K zastávce ještě patří budova s čekárnou, která byla roku 2019 rekonstruována. V roce 1995 bylo rekonstruováno zastřešení nástupiště, jehož konstrukce je jediná původně zachovaná na trati. V rámci rekonstrukce byl vybudován bezbariérový přístup pomocí výtahu. Mimo to bylo nástupiště zvýšeno na 55O mm, aby cestující mohli snadněji nastupovat do vlaků. Dopravná podnik Dresdner Verkehrsbetriebe (kterému nádražní budova nepatří) plánuje v budově zařízení služebních místností, mimo jiné pro řidiče autobusů a tramvají. Kromě toho se má ve dvoře postavit novostavba.
Zastávku obsluhují linky S1 a S2 příměstské železnice S-Bahn; každá z nich jezdí v 30minutových intervalech. Dálkové vlaky zastávku míjí. Příměstská železnice i vlaky dálkové resp. nákladní dopravy zde mají svoje tratě.
Na ulici, která železniční trať mimoúrovňově kříží, se nachází autobusová zastávka MHD se spoji do města, na technickou univerzitu aj. Mimo to se na této stanici nachází nový dopravní uzel; zastávka na uzlu Wasaplatz, která se nachází přibližně 300 metrů od železniční stanice, byla přesunouta do přednádražního prostoru. Tento projekt byl součástí velkého rozšíření tramvajové sítě; výstavba začala roku 2017 a byla ukončena v červenci 2019.